# Tifra
Tifra est une commune de la wilaya de Béjaïa, dans la région de  Petite Kabylie  en Algérie. Elle abrite une station thermale très réputée en Algérie, Hammam Sillal.

## Géographie

### Localisation
Le territoire de la commune de Tifra est situé au centre de la wilaya de Béjaïa.
|         | Adekar, Taourit Ighil |           |
| Akfadou | Tifra                 | Fenaia    |
| Tibane  | Tinabdher             | Sidi-Aich |

### Relief et hydrographie
Tifra est une commune montagneuse.

### Localités de la commune
L'origine du nom de la commune de Tifra a été donné par rapport au village le plus peuplé de cette commune qui est le village de Tifra. Le chef-lieu de la commune est situé à quelque trois kilomètres du village au lieu-dit Sillal (Hammam Sillal).
À sa création, en 1984, la commune de Tifra est constituée des localités suivantes :
- assam
- tifra
- tizi tifra
- fettala
- Agueni Tezgui
- Aït Achour
- Aït Mehiou
- Flih
- iguer Ghozrane
- Hammam Sillal
- Henged
- Ibouraïne
- Izoughlamène
- Kelaa Oueda
- Kelaa Oufella
- Laâzib N'Tifra
- M'Zid
- Sillal
- Tafraout
- Taourirt Amrouche
- Taourirt Ouaïssa
- Tasga
- Tizemourine

## Économie
Les rentes[précision nécessaire] de la source thermale Hammam Sillal, qui se situe au chef-lieu de la commune, est considérée comme l'unique source de revenus pour l'économie locale, surtout en été ou l'affluence des vacanciers venant des grandes villes comme Alger mais aussi de France est nombreuse.